# Little Things (Good Charlotte)
Little Things è un singolo del gruppo musicale Good Charlotte, uscito il 30 marzo 2001, estratto dal loro album di debutto Good Charlotte, pubblicato nel 2000.

## Video musicale
Il video è stato diretto da Nigel Dick.

## Tracce
1. Little Things – 3:23